# Шереметьєвський гурток спорту
Шереметьєвський гурток спорту  — український футбольний клуб з Одеси, заснований 1908 року підполковником 11-го саперного Імператора Миколи I батальйону Володимиром Миколайовичем Шереметьєвим. Утворений з вихованців 3-ї гімназії та об'єднував спортсменів-аматорів.
Домашні поєдинки проводив на власному полі у районі Михайлівської площі.

## Історія
1909 року став неофіційним чемпіоном Одеси — за загальною сумою перемог у товариських, нелігових матчах.
1911 року «Шереметьєвський гурток спорту» став одним із засновників Одеської футбольної ліги. 20 лютого 1911 року здобув історичну – першу – перемогу у першому матчі першого чемпіонату міста, який розігрувався на Кубок журналу «Спортивне життя».
У 1913 році став першим клубом, сформованим з гравців-одеситів, який виграв чемпіонат міста. У тому ж році збірна Одеси, за участі гравців «Шереметьєвського ГС» Олександра Злочевського та Дмитра Гізера, стала чемпіоном Російської імперії.
28 травня 1914 року в Одесі відбувся перший міжнародний матч. Шереметьєвці прийняли на своєму полі стамбульський «Фенербахче» й перемогли з рахунком 2:1. Розформований 1921 року.

## Досягнення
- Чемпіонат Одеси
  -  Чемпіон (6): 1913, 1915

- Щит А.А. Боханова
  -  Володар (1): 1914

- Кубок Герда
  -  Володар (2): 1912, 1913

## Статистика виступів

### Одеська футбольна ліга
| Сезон   | Категорія (ліга) | Іг | В  | Н | П  | М'ячі | О  | Місце | Трофей         |
| ------- | ---------------- | -- | -- | - | -- | ----- | -- | ----- | -------------- |
| 1911    | 1 категорія      | 6  | 3  | 0 | 3  | 6-4   | 6  | 3     |                |
| 1911/12 | 1 категорія      | 14 | 7  | 3 | 4  | 30-11 | 17 | 3     |                |
| 1911/12 | 2 категорія      | 10 | 9  | 1 | 0  | 38-1  | 17 | 1     | Кубок Герда    |
| 1911/12 | 3 категорія      | 10 |    |   |    |       |    | 3     |                |
| 1912/13 | 1 категорія      | 14 | 12 | 2 | 0  | 49-5  | 26 | 1     | Кубок Джекобса |
| 1912/13 | 2 категорія      | 14 | 13 | 0 | 1  | 54-4  | 26 | 1     | Кубок Герда    |
| 1913/14 | 1 категорія      | 14 | 12 | 1 | 1  | 38-8  | 25 | 1     | Щит Боханова   |
| 1913/14 | 2 категорія      | 14 | 5  | 2 | 7  |       | 12 | 4     |                |
| 1913/14 | 3 категорія      | 10 | 3  | 0 | 7  |       | 6  | 5     |                |
| 1914/15 | 1 категорія      | 16 | 15 | 1 | 0  |       | 31 | 1     | Кубок Джекобса |
| 1914/15 | 2 категорія      | 16 |    |   |    |       |    | 3     |                |
| 1914/15 | 3 категорія      | 12 |    |   |    |       |    | 3     |                |
| 1915/16 | 1 категорія      | 10 | 3  | 0 | 7  | 11-19 | 6  | 6     |                |
| 1915/16 | 2 категорія      | 10 | 5  | 0 | 5  | 10-10 | 10 | 4     |                |
| 1915/16 | 3 категорія      | 6  | 3  | 0 | 3  | 7-9   | 6  | 2     |                |
| 1916/17 | 1 категорія      | 10 | 0  | 0 | 10 |       | 0  | 6     |                |
| 1916/17 | 2 категорія      | 10 | 0  | 0 | 10 |       | 0  | 6     |                |

## Відомі гравці
- / Олександр Злочевський
- / Микола Яворський